# Arthroleptis reichei
Arthroleptis reichei Nieden, 1911 è un anfibio anuro, appartenente alla famiglia degli Artroleptidi.

## Etimologia
L'epiteto specifico è stato dato in onore di Gustav Reiche.

## Distribuzione e habitat
Si trova nella foresta montana sempreverde umida delle montagne Poroto, Rungwe, Udzungwa e Uluguru in Tanzania e delle colline di Misuku del nord del Malawi, tra 1 500 e ̺2000 m di altitudine.